# My Head & My Heart
My Head & My Heart ist ein Lied der US-amerikanischen Popsängerin Ava Max. Der Song wurde der digitalen Ausgabe ihres Debütalbums Heaven & Hell hinzugefügt. Veröffentlicht wurde der Song am 19. November 2020 über Atlantic Records als Single.

## Hintergrund und Artwork
Max schrieb den Song zusammen mit Madison Love, Aleksey Potekhin, Sergey Zhukov, Thomas Eriksen, Tia Scola und dem Produzenten Henry Walter alias Cirkut. Cirkut produzierte den Song zusammen mit Earwulf und Jonas Blue. Außerdem beinhaltet das Lied ein Sample vom Song Pesenka von Ruki wwerch.
Auf dem einen Artwork sieht man ein silbernes Gehirn in Form eines Herzens. Der Hintergrund ist orange. Auf dem anderen sieht eine Nachbildung von Max’ Kopf. Der Hintergrund ist türkis. Ihr Logo ist unten rechts zu sehen.

## Kommerzieller Erfolg

### Chartplatzierungen
My Head & My Heart erreichte in den deutschen Singlecharts Rang 22. Der Song blieb insgesamt 22 Wochen in den Charts. In den deutschen Airplaycharts konnte der Song sich eine Woche lang an der Spitze der Charts halten. Für Ava Max ist dies der fünfte Nummer-eins-Erfolg in den deutschen Airplaycharts.
| ChartsChartplatzierungen       | Höchstplatzierung | Wochen |
| ------------------------------ | ----------------- | ------ |
| Deutschland (GfK)              | 22 (22 Wo.)       | 22     |
| Österreich (Ö3)                | 26 (17 Wo.)       | 17     |
| Schweiz (IFPI)                 | 19 (28 Wo.)       | 28     |
| Vereinigte Staaten (Billboard) | 45 (12 Wo.)       | 12     |
| Vereinigtes Königreich (OCC)   | 18 (25 Wo.)       | 25     |

| ChartsJahrescharts (2021)    | Platzierung |
| ---------------------------- | ----------- |
| Deutschland (GfK)            | 75          |
| Schweiz (IFPI)               | 64          |
| Vereinigtes Königreich (OCC) | 53          |

### Auszeichnungen für Musikverkäufe
| Land/Region                  | Auszeichnungen für Musikverkäufe (Land/Region, Auszeichnung, Verkäufe) | Verkäufe  |
| ---------------------------- | ---------------------------------------------------------------------- | --------- |
| Australien (ARIA)            | Platin                                                                 | 70.000    |
| Brasilien (PMB)              | 2× Platin                                                              | 40.000    |
| Dänemark (IFPI)              | Gold                                                                   | 45.000    |
| Deutschland (BVMI)           | Gold                                                                   | 200.000   |
| Frankreich (SNEP)            | Platin                                                                 | 200.000   |
| Italien (FIMI)               | Platin                                                                 | 70.000    |
| Kanada (MC)                  | 2× Platin                                                              | 160.000   |
| Norwegen (IFPI)              | Gold                                                                   | 30.000    |
| Österreich (IFPI)            | Platin                                                                 | 30.000    |
| Polen (ZPAV)                 | 2× Platin                                                              | 100.000   |
| Portugal (AFP)               | Gold                                                                   | 5.000     |
| Spanien (Promusicae)         | Platin                                                                 | 60.000    |
| Vereinigte Staaten (RIAA)    | Platin                                                                 | 1.000.000 |
| Vereinigtes Königreich (BPI) | Platin                                                                 | 600.000   |
| Insgesamt                    | 4× Gold · 13× Platin ·                                                 | 2.650.000 |

Hauptartikel: Ava Max/Auszeichnungen für Musikverkäufe